# Козолупова, Галина Семёновна
Галина Семёновна Козолупова (1912—1990) — советская музыкант, виолончелистка, педагог, заслуженный деятель искусств РСФСР (1966).

## Биография
Родилась 13 (26) августа 1912 года в Москве в музыкальной семье: отец Семён Козолупов, мать — Надежда Козолупова.
В пятилетнем возрасте проявила незаурядные способности, осваивала игру на фортепиано под руководством матери. В 1918—1920 годах была ученицей музыкальной школы в Оренбурге. С 12 лет начала занятия на виолончели у отца, пройдя с 1924 по 1930 годы полное обучение. В 1930 году сдала выпускные экзамены в Московской консерватории. В 1933—1935 годах занималась в Школе высшего художественного мастерства при консерватории. Была лауреатом 1-го Всесоюзного конкурса музыкантов-исполнителей в Москве (1933, 2-я премия).
С середины 1930-х годов Галина Козолупова начала выступать как солистка Московской филармонии, Всесоюзного радио и Всероссийского гастрольно-концертного объединения. Особое место в её творческой жизни заняли выступления в дуэте со старшей сестрой Ириной (постоянный ансамбль) и в трио с участием младшей сестры Марины. Также принимала участие в фортепианном трио в составе с Н.П. Емельяновой и Г.В. Бариновой.  
С 1932 года преподавала в Особой группе для одаренных детей (ныне Центральная музыкальная школа), с 1935 года — в Московской консерватории (с 1952 профессор). В числе её воспитанников — И. Берман, И. Гаврыш, Т. Гайдамович, В. Грановский, Ю. Иванов, С. Кальянов, Т. Прийменко, Н. Пушечников, В. Саркисов, Н. Сильвестров, Ю. Туровский. Ученица Галины Козолуповой — Н. Гутман выступала на Втором международном конкурсе виолончелистов им. П. И. Чайковского в Москве (1962). 
В 1966—1974 годах Галина Козолупова ежегодно посещала Международный фестиваль в Веймаре, куда специально для консультаций с ней приезжали многие молодые виолончелисты из разных стран Европы, а в 1966 году на 7-м фестивале была его участницей.
Имя Г. С. Козолуповой занесено на мраморную доску выдающихся выпускников Московской консерватории.
В 1986 году Козолупова опубликовала книгу, посвященную жизни и деятельности её отца: С. М. Козолупов. Жизнь и творчество. М., 1986.
Была замужем за художником И. Ф.  Рербергом (1892—1957). Сын — Георгий Рерберг (1937 —1999), кинооператор.
Умерла 30 декабря 1990 года в Москве. Похоронена на Введенском кладбище (19 уч.).

## Награды и звания
- Орден «Знак Почёта» (17 ноября 1949 года)[7].
- Заслуженный деятель искусств РСФСР (1966).